# Ordinul „Leul Alb”
Ordinul „Leul Alb” (în cehă Řád Bílého lva) este cel mai mare ordin acordat de către Republica Cehă și anterior de Cehoslovacia. Ordinul, compus din Leul Alb, simbol al Republicii Cehe și motto-ul Pravda vítězí (în română Adevărul va Învinge), este creat prin Actul de la 10 aprilie 1920, pentru eliminarea ordinelor cavalerești. Ordin cu cinci clase (ca și Légion d'honneur din Franța), în 1961 a fost redus la trei clase. Ordinul poate fi acordat atât ca titlu civil cât și ca titlu militar și poate fi acordat și străinilor. 

## Descriere
Ordinul reia Crucea aristocrației Boemiei, în formă de stea cu cinci ramuri, fiecare ramură terminându-se cu câte trei puncte. Pot fi din aur sau din argint, emailate cu roșu, în centru având un Leu Alb (încoronat, în primul tip), rampant, spre stânga, purtând ecusonul cu crucea dublă a Cehiei. Pe revers, literele CRS, în centrul medalionului pe fond de email roșu înconjurat de deviză și pe fiecare ramură ecusoanele care reprezintă provinciile. Insigna este surmontată de o cunună de frunze, la titlul civil și este barată de spade încrucișate la titlul militar. Ansamblul ordinului este suspendat printr-o panglică roșie cu dungi albe, mărginite de roșu.
În 1945 este creat un ordin similar, Ordinul „Leul Alb” „pentru Victorie”, în cehă Řád bílého lva „Za vítězství”. Dwight Eisenhower și George S. Patton sunt doi americani decorați ca urmare a Victoriei aliaților în al Doilea Război Mondial. 
Sub comunism, deși nu a fost suprimat, Ordinul „Leul Alb” a intrat într-un somn relativ, preferându-i-se o baterie de ordine nou create: Ordinul Klement Gottwald, Ordinul 25 Februarie, Ordinul Victoriei din Februarie, Ordinul Republicii, etc. 
Sub Republica Cehă și Slovacă, și, într-un fel fiind ca un compromis pe care Kafka nu l-ar fi renegat, a fost substituită deviza cehă Pravda vítězí cu echivalentul din latină Veritas vincit, pentru neutralitatea exprimării.

## Decorați
În 1999, pentru celebrarea celor zece ani de la căderea comunismului, au fost recompensați cu Ordinul „Leul Alb” Mihail Gorbaciov, Helmut Kohl, François Mitterrand (in memoriam), Margaret Thatcher, Ronald Reagan, Lech Wałęsa. Jacques Chirac fusese recompensat deja în 1997. Cât despre Václav Havel, acesta a trebuit să aștepte modest sfârșitul mandatului său prezidențial, în 2003, pentru a intra în rândul Ordinului „Leul Alb”. Cancelarul german Willy Brandt a fost și el recompensat cu Ordinul „Leul Alb” (in memoriam), în anul 2000.